# 罗琳斯公共卫生学院
罗琳斯公共卫生学院（Rollins School of Public Health）为埃默里大学下属九所学院之一。此学院建立于1990年，素为公卫领域之领导人，与哈佛，約翰·霍普金斯大学共享盛名。目前总计有八百余名硕士生及一百名博士候选人。罗琳斯之下细分为六个系所：流行病学研究所（Epidemiology），生物统计及生醫資訊研究所（Biostatistics and Bioinformatics），环境卫生研究所（Environmental Health），行为科学與健康教育研究所（Behavioral Sciences and Health Education），全球卫生研究所（Global Health），衛生政策與管理研究所（Health Policy and Management）。
其坐落于号称“世界公卫首都”的亚特兰大，紧临美国疾病控制与预防中心，美国癌症协会，同时与海外援助救援协会，卡特中心，美国国际开发署，世界卫生组织，世界银行等保持密切合作。